# Ilha de Angediva
Pronunciação

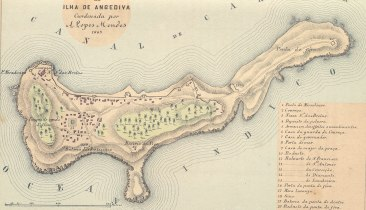
Carta portuguesa da ilha de Angediva (1885)

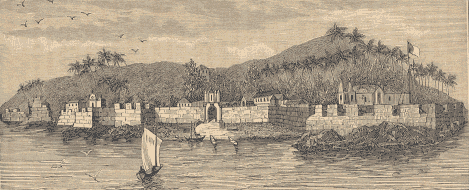
A Fortaleza de Angediva, construída pelos portugueses

A ilha de Angediva ou Anjediva (em concani: आन्जादीप द्वीप; em inglês: Anjadip Island ou Anjediva) é uma pequena ilha costeira do Mar Arábico, com 1,5 km² de área, sem população residente, parte do estado de Goa, Índia, tendo feito parte do Estado Português da Índia até 1961. A ilha fica a sul de Goa, a cerca de 1 800 metros do litoral do estado indiano de Karnataka. Na ilha situam-se a Fortaleza de Angediva, construída pelos portugueses, e os santuários de Nossa Senhora das Brotas e de São Francisco de Assis. A ilha encontra-se actualmente ligada ao continente por um quebra-mar e faz parte de uma grande base naval, a INS Kadamba, com sede nos arredores de Baticalá, na costa fronteira do estado de Karnataka, estando em consequência sob a jurisdição directa da Marinha de Guerra da União Indiana.

## Descrição e história
Embora existam outras interpretações, o nome da ilha parece derivar da deusa local Ajadurga Devi, de cuja invocação terá derivado o topónimo na língua concani Anjadip. Outra tese aponta como origem do nome as palavras das línguas malaia e tamil anji e div, correspondentes a quinta ilha, o que ganha suporte na constatação de que Angediva pertence a um arquipélago de cinco ilhotas costeiras, das quais as outras são Kurnagal, Mudlingud, Devgad e Devragad.
A ilha está localizada nas coordenadas 14° 45′ 25″ N, 74° 06′ 51″ E, a cerca de 1 800 m da costa de Canacona, no distrito de Utará Canada, Carnataca, 4 km a sul de Baticalá (no reino de Garsopa) e a cerca de 87 km a sul da cidade de Goa, a cujo estado pertence. Com apenas 1,5 km², a ilha tem 1,3 km de comprimento e apenas 300 metros de largura média. A ilha de Angediva é presentemente desabitada, tendo apenas a presença regular dos militares da Marinha Indiana, que a administra como parte da sua Base Naval Cadamba, e alguns visitantes e pescadores ocasionais. Contudo, no século XIX ainda ali habitavam cerca de 200 pessoas, todas cristãs.
O povoamento da ilha é muito antigo, aparecendo já descrita por Ptolomeu. Pesquisa arqueológicas recentes permitiram encontrar pilares, pedras trabalhadas e cerâmica datados dos séculos XI e XII, no estilo artístico dos chaluquias, provavelmente vestígios do templo da deusa Ariadurga Devi.
Vasco da Gama declarou a ilha de Angediva território da coroa portuguesa em 24 de setembro de 1498, durante a sua primeira viagem à Índia.
A presença portuguesa na ilha iniciou-se com o desembarque de D. Francisco de Almeida, a 13 de Setembro de 1505, que ali mandou construir uma fortaleza, a qual foi destruída sete meses depois. O ataque de Afonso de Albuquerque que culminou com a conquista de Goa em 1510 foi lançado a partir de Angediva. A ilha esteve desocupada até 1661, quando os ingleses ali se instalaram à espera que fosse dado cumprimento ao tratado de 23 de Julho do mesmo ano que lhes cedia Bombaim, o que ocorreu em 1665.
A presença inglesa ocorreu por o vice-rei António de Melo e Castro ter recusado entregar Bombaim e as naus que transportavam as tropas inglesas, comandadas pelo general Sir Abraham Shipman, serem forçadas a procurar abrigo na ilha para se defenderem da rigorosa monção que se fazia sentir na altura. O general e muitos oficiais e soldados acabaram por morrer devido à dureza do clima e más condições de alojamento, de tal forma que da força inicial de mais de 500 homens, em 1565, quando saíram da ilha, restavam apenas 191 homens, ficando na ilha 391 sepulturas de britânicos.
Com a partida dos ingleses em 1665 a ilha ficou novamente desocupada, até que as invasões maratas comandadas por Sambhaji forçaram em 1682 os portugueses a reconstruir o forte. A obra foi feita às ordens do vice-rei D. Francisco de Távora, conde de Alvor, o que é testemunhado por uma placa colocada sobre a porte da fortaleza com os seguintes dizeres:
GRAÇAS A DEUS FRANCISCO DE TAVORA CONDE DE ALVOR DO CONSELHO DE ESTADO, VICE-REI E CAPITÃO GENERAL DA INDIA, MANDOU EM 5 DE MAIO DE 1682 EDIFICAR N'ESTA ILHA ESTA FORTALEZA POR AMARO SIMÕES PEREIRA, PRIMEIRO CAPITÃO MÓR D'ELLA , O QUAL LHE LANÇOU A PRIMEIRA PEDRA EM 2 DE JUNHO DO DITO ANNO, E A PÔZ DEFENSAVEL ANTES DE SEIS MESES, COM DEZASSEIS CANHÕES, E LHE CONCERTOU POÇOS, FONTES, TANQUE GRANDE, E A COURAÇA REAL E O BALUARTE DE S. FRANCISCO COM TODAS AS SUAS SERVENTIAS, MURO, PORTAES, E ESTA CRUZ PARA SEMPRE. -ANGEDIVA 3 DE MAIO DE 1683-M.T.-ARMAS-M.S.
Para além da Fortaleza de Angediva, a ilha foi defendida por diversos fortins, as couraças, e nela foi construído um aquartelamento militar. Para oculto religioso foi construída uma igreja, dedicada a Nossa Senhora das Brotas, e uma capela dedicada a Nossa Senhora das Dores e a São Francisco de Assis. Para o abastecimento de água ao aquartelamento e aguada dos navios que demandavam a ilha, foi construído um grande tanque para água potável.
A atual igreja de Nossa Senhora das Brotas foi construída em 1729, no lugar onde existiam os restos de uma antiga ermida construída antes de 1510 no local onde, a 22 de Agosto de 1500, desembarcou Pedro Álvares Cabral, então ao comando da segunda expedição portuguesa à Índia, que ali assistiu a uma missa de acção de graças celebrada por frei Henrique de Coimbra, com a presença de outros 8 frades franciscanos. Terá sido a primeira missa celebrada pelos portugueses na Índia.
Durante a presença portuguesa na ilha, no século XVIII o seu território serviu de refúgio para cristãos e hindus da costa continental fronteira durante a invasão dos reinos de Bednore e Soonda pelas forças muçulmanas do sultão Tipu, que tinha criado o novo potentado de Khodadad por usurpação do trono dos marajás Wodeyar do Reino de Mysore. Foi neste período que a ilha atingiu o seu maior desenvolvimento, tendo em 1768 um governador de praça com o seu estado maior e 350 soldados.
Em 1856 foi a ilha atingida por uma grande epidemia cujas causas foram atribuídas a localização do cemitério junto da fonte que abastecia a população. Transferido o cemitério da parte superior da montanha para a vertente norte da ilha, as condições de habitabilidade melhoraram significativamente, mas a população que se tinha fixado no bairro da Fonte de Boca de Vaca, em Pangim, já não quis regressar.
Em 1954, quando as relações entre Portugal e a recém-independente União Indiana se começaram a deteriorar, apenas viviam em Angediva alguns militares reformados. Ocorreram então diversas incursões das forças indianas, pelo que foi colocado na ilha um destacamento militar com a missão de garantir a soberania portuguesa. As ligações com Goa eram asseguradas pelos avisos da Armada Portuguesa estacionados em Goa, mas na época das monções a ilha ficava isolada.
Em 1960, por iniciativa do governador-geral general Vassalo e Silva, a Igreja de Nossa Senhora das Brotas e a Capela de São Francisco de Assis receberam importantes obras de restauro. O mesmo sucedeu com o aquartelamento existente na ilha.
A 24 de Novembro de 1961, pouco antes da invasão da Índia Portuguesa por forças da União Indiana, a ilha de Angediva foi palco de um grave incidente, quando um navio de passageiros indiano, o Sabarmati, foi atacado com tiros disparados da ilha pelos militares portugueses da sua guarnição, causando ferimentos a um tripulante e a morte de um passageiro. Ao tempo o governo português argumentou que o espaço naval da ilha fora invadido, naquilo que considerava ser mais uma provocação indiana contra o Estado da Índia Portuguesa. Embora esta já estivesse em preparação, o incidente contribuiu para o desencadear da operação Vijay, da qual resultou a tomada pela força dos territórios portugueses na Índia em Dezembro de 1961.
Reconhecendo a importância estratégica de Angediva, a ilha foi mantida sob soberania portuguesa até ser invadida em 22 de Dezembro de 1961, numa acção militar que custou a vida a 7 militares indianos, hoje lembrados num monumento ali instalado. Ao tempo a população civil estava reduzida a quatro pessoas: duas mulheres idosas, um homem e uma criança. Estavam aquartelados na ilha 30 soldados goeses e portugueses. Na sequência da anexação de Goa pela União Indiana, a população de cerca de 200 pescadores católicos que frequentavam Angediva foi transferida para o continente e a ilha permaneceu abandonada até 1982, quando, por iniciativa de um padre local, a igreja foi restaurada e as romarias reatadas.
Na sequência de um acordo celebrado em 1987 entre o governo do Estado de Goa e a Marinha Indiana, em 1991 a ilha foi cedida para o ser integrada na Base Naval de Karwan, hoje a INS Kadamba, que se acredita poder vir a ser a maior base militar naval da Ásia, o projecto "Seabird". Esta acção, assumida por Ravi S. Naik, ao tempo ministro-presidente do governo estadual de Goa, foi fortemente contestada em Goa, já que a ilha de Angediva era considerada propriedade e património histórico da antiga Goa. A construção da base incluiu a instalação de um quebra-mar com 1800 metros de comprimento ligando a ponta nordeste da ilha à ponta de Binaga, no continente, permitindo agora o acesso rodoviário.
A ilha é conhecida pela festa anual de Nossa Senhora da Brotas, realizada no dia 2 de Fevereiro, e pela festa de ermida de São Francisco de Assis, realizada a 4 de Outubro, embora tenham surgido recentemente sérios problemas no acesso à ilha dada a jurisdição militar a que está sujeita.